# Ravina I
Ravina I (mort en 421) est un rabbin et un talmudiste de la sixième génération des Amoraïm. Il commença le processus de compilation du Talmud avec Rav Achi, qui fut achevé par Ravina II, son neveu.